# Bloatware
Bloatware (engelska för svällvara, "svällande vara") är medföljande eller senare påtvingad mjukvara som upptar datorresurser för att tillföra funktioner som användaren inte efterfrågat. Viss bloatware gör systemet märkbart långsammare, använder mer minne eller processorkraft, eller ställer högre krav på hårdvara än den tidigare versionen. Samtidigt innebär bloatware för användaren endast tveksamma märkbara förbättringar. Detta är bland annat vanligt fabriksinstallerade datorer och smarttelefoner, där det ofta medföljer extra mjukvara utöver nödvändigheter som operativsystem. Det kan vara "prova på"-versioner av antivirusprogram eller Office-paket, mediaspelare eller liknande.
Termen används även inom mobilvärlden där motsvarande gäller för appar. Alla de stora tillverkarna av mobila operativsystem har appar som i sig inte behövs för att systemet skall fungera men som ändå inte går att ta bort, men de kan ofta inaktiveras istället. Då syns de inte men tar fortfarande upp lagringsutrymme. Att helt kunna ta bort dem har varit efterfrågat av användarna, men den enda möjlighet som finns är att, som det heter, "roota" eller "jailbreaka" telefonen. I likhet med exemplen ovan, har de flesta smarta mobiltelefoner även ett antal appar som användaren kan betrakta som oönskade, men samtidigt är det i första hand tredjepartsinstallationer (till exempel appar som tillverkaren, försäljaren eller distributören av telefonen lagt in) som torde vara de mest irriterande i mångas ögon.
Exempel på sådana appar är för Apples del Tidningskiosk, iTunes och Aktier samt för Androids del Gmail, "nyheter och väder" och Play Spel.
Bloatware kallas ibland även foistware.